# ویم ادیکس
ویم ادیکس (انگلیسی: Wim Addicks; ۲۸ اوت ۱۸۹۶ – ۸ ژوئیهٔ ۱۹۸۵) بازیکن فوتبال اهل پادشاهی هلند بود.
وی در تیم ملی فوتبال هلند بازی کرده است و در سال ۱۹۲۳ در سه بازی برای تیم ملی فوتبال هلند به میدان رفت.